# Otvírání studánek (kantáta)
Otvírání studánek (H 354) (en: The Opening of the Springs, The Opening of the Wells) je jedním z nejznámějších děl Bohuslava Martinů. Je to kantáta pro soprán, alt, baryton, recitátora, ženský sbor a doprovod, ten tvoří dvoje housle, viola a klavír. Doba provedení je 20 minut.

## Historie vzniku
Bohuslav Martinů navštívil v červenci roku 1938 na pozvání své české žačky Vítězslavy Kaprálové, hudební skladatelky a dirigentky, vesnici Tři Studně ležící poblíž Nového Města na Moravě v okrese Žďár nad Sázavou, kde pobýval téměř celý měsíc.
V některých oblastech probíhalo vždy na jaře tzv. otvírání studánek, tj. jejich čištění po přešlé zimě; studánky byly mnohde jediným zdrojem pitné vody. Většinou bylo otvírání i obřadem se symbolickým zaháněním zlé moci a neštěstí. Básník Miloslav Bureš, mající v úctě lidové tradice, po zhlédnutí takovéhoto obyčeje právě ve Třech Studních napsal v roce 1954 báseň „Píseň o studánce Rubínce“. Následujícího roku ji poslal svému příteli a spolurodákovi z Poličky hudebnímu skladateli Bohuslavu Martinů se žádostí o zhudebnění. Ten ji částečně zkrátil a vytvořil kantátu Otvírání studánek. Autorovi potřebnou inspiraci po 17 letech od pobytu ve Třech Studních patrně poskytla i vzpomínka na šťastný, téměř měsíční pobyt v blízkosti mladičké Vítězslavy Kaprálové, která dva roky nato zemřela.
Úvodem vlastní kantáty vypráví zpěv altových a sopránových hlasů společně s recitátorem o každoroční tradici čištění studánek. Vlastní obřad čištění, otvírání studánek, je rozvinut do sborových i sólových zpěvů, kde soprán patří královničce a alt sasance; obřad vrcholí sborovým zpěvem. V závěru baryton náleží poutníkovi, který se do milovaného kraje vrací zpět, stejně jako ve vzpomínkách autor.
Skladba působící neobyčejně silným dojmem, je vroucná a jímavá. Dokončena byla 12. července 1955 v Nice ve Francii, autor ji dedikoval Miloslavu Burešovi. Její premiéru provedl 7. ledna 1956 brněnský sbor Opus pod vedením Zdeňka Zouhara, přítele Bohuslava Martinů.

## Inspirace kantátou
V roce 1956 natočil režisér Alan František Šulc film Otvírání studánek a roku 1981 natočil režisér Vladimír Sís hudebně-poeticky televizní film Otvírání studánek s hudbou Bohuslava Martinů.
Roku 1960 vytvořil Alfréd Radok pro Laternu magiku multimediální pásmo Otvírání studánek, které však nebylo veřejně provozováno a autora stálo režisérské místo v Laterně magice. To přesto, že kantáta Otvírání studánek byla jedním z mála děl Bohuslava Martinů, která se směla veřejně provozovat.
V Brně na Pisárecké ulici byla v roce 1966 v parčíku před budovou vodárny zrealizována skulptura Otvírání studánek od sochaře Jiřího Marka.

## Vydání
V roce 2016 vyšla skladba u vydavatelství Bärenreiter ve svazku nazvaném "Kantáty na texty Miloslava Bureše" ve vědecko-kritické edici Víta Zouhara (Souborné vydání děl Bohuslava Martin), VI/2, sv. 3), svazek obsahuje jak podrobnou předmluvu s informacemi o genezi díla, tak kritickou zprávu.

#### Audio odkazy
- Audio Otvírání studánek část I
- Audio Otvírání studánek část II